# Mitschurinski (Kaliningrad)
Mitschurinski (russisch Мичуринский, deutsch Althof-Ragnit, litauisch Senoji Ragainė) ist ein Ort in der russischen Oblast Kaliningrad und gehört zur kommunalen Selbstverwaltungseinheit Stadtkreis Neman im Rajon Neman. 

## Geographische Lage
Mitschurinski liegt zwei Kilometer nordwestlich der Stadt Neman (Ragnit), an die es direkt angrenzt, und neun Kilometer südöstlich von Sowetsk (Tilsit). Durch den Ort verläuft die Regionalstraße 27A-033 (ex A198). Die nächste Bahnstation ist Sowetsk an den Bahnstrecken von Kaliningrad (Königsberg) bzw. von Tschernjachowsk (Insterburg).

## Geschichte
Das kleine Dorf mit dem einstigen Namen Althof-Ragnit wurde am 15. April 1874 Sitz und namensgebend für einen Amtsbezirk. Er bestand bis 1945 und gehörte zum Kreis Ragnit, ab 1922 zum Landkreis Tilsit-Ragnit im Regierungsbezirk Gumbinnen der preußischen Provinz Ostpreußen. Im Jahre 1910 lebten im Gutsbezirk Althof-Ragnit 147 Einwohner. Bis zum 30. September 1928 war das Gutsdorf eigenständig. Danach wurde es in die Stadt Ragnit (heute russisch: Neman) eingemeindet.
Im Jahre 1945 kam Althof-Ragnit in Kriegsfolge mit dem gesamten nördlichen Ostpreußen zur Sowjetunion und erhielt 1950 wieder eigenständig die russische Bezeichnung Mitschurinski. Gleichzeitig wurde der Ort in den Dorfsowjet Petrowski selski Sowet im Rajon Sowetsk, dem späteren Dorfsowjet bzw. Dorfbezirk Rakitinski selski Sowet (okrug) im Rajon Neman eingeordnet. Etwa im Jahr 1997 wurde Mitschurinski Verwaltungssitz eines eigenen Dorfbezirks. Von 2008 bis 2016 gehörte der Ort zur städtischen Gemeinde Nemanskoje gorodskoje posselenije und seither zum Stadtkreis Neman.

### Amtsbezirk Althof-Ragnit (1874–1945)
Zwischen 1874 und 1945 bestand er Amtsbezirk Althof-Ragnit, der ab dem 1. Juli 1922 zum Landkreis Tilsit-Ragnit gehörte. Ihm waren anfangs vier, am Ende noch zwei Dörfer zugeordnet:
| Name                           | Änderungsname (1938–1946) | russischer Name | Bemerkungen                            |
| ------------------------------ | ------------------------- | --------------- | -------------------------------------- |
| Althof-Ragnit                  |                           | Mitschurinski   | 1928 in die Stadt Ragnit eingegliedert |
| Dorlauken                      | Dorffelde                 |                 | 1931 in die Stadt Ragnit eingegliedert |
| Paßuißen 1936–38: Paschuischen | Altengraben               | Rutschi         |                                        |
| Stepponaten                    | Steffenshof               |                 |                                        |

### Mitschurinski selski okrug 1998–2008
Der Dorfbezirk Mitschurinski selski okrug (ru. Мичуринский сельский округ) wurde vermutlich im Jahr 1997 oder 1998 eingerichtet. Seine Orte gehörten zuvor zum Dorfbezirk Rakitinski selski okrug. Im Jahr 2008 wurde der Dorfbezirk aufgelöst und seine Orte in die neu gebildete städtische Gemeinde Nemanskoje gorodskoje posselenije eingegliedert.
| Ortsname                    | deutscher Name                |
| --------------------------- | ----------------------------- |
| Akulowo (Акулово)           | Klein Neuhof-Ragnit           |
| Artjomowka (Артёмовка)      | Argeningken-Graudzen/Argenhof |
| Dubki (Дубки)               | Paskallwen/Schalau            |
| Iskra (Искра)               | (Groß) Kindschen              |
| Kotelnikowo (Котельниково)  | Neuhof-Ragnit                 |
| Mitschurinski (Мичуринский) | Althof-Ragnit                 |
| Wetrowo (Ветрово)           | Woydehnen/Wodehnen            |

## Kirche
Die Bevölkerung Althof-Ragnits war vor 1945 überwiegend evangelischer Konfession. Das Dorf gehörte somit zum Kirchspiel der Kirche Ragnit in der Diözese Ragnit des Kirchenkreises Tilsit-Ragnit innerhalb der Kirchenprovinz Ostpreußen der Kirche der Altpreußischen Union. Heute liegt Mitschurinski im weitläufigen Einzugsbereich der evangelisch-lutherischen Kirchengemeinde in Slawsk, die zur Propstei Kaliningrad (Königsberg) der Evangelisch-lutherischen Kirche Europäisches Russland gehört.